# Папароне
Папароне је насеље у Италији у округу Ређо ди Калабрија, региону Калабрија.
Према процени из 2011. у насељу је живело 235 становника. Насеље се налази на надморској висини од 492 м.